# Fermín IV
Fermín IV Caballero Elizondo, född 22 december 1974 i Monterrey, är en mexikansk rappare och präst.

## Diskografi
- Boomerang (2002)
- Los Que Trastornan al Mundo (2005)
- Fermin IV Presenta: Están por Alcanzarte / Hip Hop por la Vida (2008)
- Dúos Con (2008)
- Y Mi Vida Comenzó (2014)
- Odio/Amor (2017)
- Decisiones (2019)
- Ya Puedes Sonreír (2022)

## Med Control Machete
- Mucho Barato (1996)
- Artilleria Pesada presenta (1999)